# Colaspidea oblonga
Colaspidea oblonga es un coleóptero de la familia Chrysomelidae.
Fue descrita científicamente en 1855 por Blanchard.